# Anabasis haussknechtii
Anabasis haussknechtii Bunge ex Boiss. – gatunek rośliny z rodziny szarłatowatych (Amaranthaceae Juss.). Występuje naturalnie na obszarze od Egiptu przez Półwysep Arabski po Pakistan. 

## Morfologia
PokrójWiecznie zielony półkrzew dorastający do 20–30 cm wysokości. Pędy mają zielonobiaławą barwę, są niemal bezlistne.
KwiatyPojedyncze, rozwijają się w kątach pędów. Działki kielicha mają owalny kształt i dorastają do 2–3 mm długości.
OwoceNiełupki przybierające kształt pęcherzy, przez co sprawiają wrażenie jakby były napompowane. Mają jajowaty kształt i brązowożółtawą barwę, osiągają 2 mm długości, otoczone są przez 3 działki kielicha ze skrzydełkiem o barwie od żółtawej do różowawej.

## Biologia i ekologia
Kwitnie we wrześniu.